# The Beatnuts
The Beatnuts – amerykańska hip-hopowa grupa muzyczna powstała około 1988 w Queens w Nowym Jorku.
W skład zespołu wchodzi trzech artystów i producentów latynoskiego pochodzenia: Al Tariq, znany wcześniej jako Fashion (właśc. Berntony Malls, ur. 1972 r.), Psycho Les (właśc. Lester Fernandez, ur. 1972 r.). Ju-Ju (Jerrv Tineo. ur. 1970 r.).
The Beatnuts zdobyli uznanie robiąc dla Pete’a Nice'a, Naughty By Nature, Da Lench Mob i Cypress Hill oraz produkując utwory Chi-Alego, Da Youngstas i Fat Joego. Zespół debiutował w 1993 r. małą płytą Intoxicated Demons'; przedstawiając muzykę ze sporą dawką humoru. To nie powinno jednak przysłonić poziomu pomysłowości i wnikliwości ich nagrań. Muzycy wykorzystują w nich dźwięki ze swego najbliższego otoczenia (np. rozmowy dzieci). Wydanie debiutanckiego maksisingla grupy opóźniło się, kiedy Fashion został zatrzymany za posiadanie narkotyków i uwięziony na sześć miesięcy.
W 1991 r. Fashion nagrał „Let The Horns Blow” z udziałem De La Soul i Chi-Alego. Po wydaniu przez Beatnuts drugiej płyty, Fashion, pod wpływem zafascynowania czarnym islamem, zmienił imię na arabskie Al Tariq i nagrał płytę solową.

## Albumy
- Intoxicated Demons: The EP (1993), Relativity/Violator
- The Beatnuts: Street Level (1994), Relativity/Violator
- Stone Crazy (1997), Relativity/Violator/Epic/Sony
- Hydra Beats, Vol. 5 (1997), Hydra
- Remix EP: The Spot (1998), Relativity/Violator/Epic/Sony
- A Musical Massacre (1999), Loud/Sony
- World Famous Classics (1999), Sony
- Take It or Squeeze It (2001), Loud/Epic/Sony
- Beatnuts Forever (2001), Relativity
- Classic Nuts, Vol. 1 (2002), Loud/Epic/Sony
- The Originators (2002), Landspeed
- Milk Me (2004), Penalty
- Al Tariq solo: God Connections (Correct Records 1996).